# Sălătruc (okręg Kluż)
Sălătruc – wieś w Rumunii, w okręgu Kluż, w gminie Cășeiu. W 2011 roku liczyła 69 mieszkańców.